# Internationale Katholische Konferenz der Pfadfinderinnen
Die Internationale Katholische Konferenz der Pfadfinderinnen (gebräuchliche Abkürzung: CICG-ICCG; en.: International Catholic Conference of Guiding, ICCG; fr.: Conférence Internationale Catholique du Guidisme, CICG) ist der internationale Zusammenschluss von katholischen Pfadfinderinnenverbänden. Sie ist eine im Jahr 1965 gegründete und vom Heiligen Stuhl anerkannte Vereinigung von Gläubigen mit 48 Verbänden mit Sitz in Paris. Sie ist Mitglied in der World Association of Girl Guides and Girl Scouts (WAGGGS).

## Geschichte
Die ersten Begegnungen von Leitern weiblicher Pfadfinderorganisationen gehen auf das Jahr 1948 zurück, in diesem Jahr gründete sich die „Internationale Katholische Konferenz der Pfadfinder“. 1953 wurde ein eigenes Sekretariat für die Pfadfinderinnen eingerichtet, aus dem dann die Initiative entstand eine, eigens für Pfadfinderinnen bestimmte, Konferenz einzusetzen. 1960 schloss sich das Sekretariat dem WAGGGS als Mitarbeiter an und im Jahr 1965 vereinigten sich 21 weibliche Pfadfinderverbände zur „Internationalen Katholischen Konferenz der Pfadfinderinnen“. 1964 erklärte die ICCG-CICG ihren vollen Beitritt zur WAGGGS. 1968 wurde die erste Gesamtkonferenz durchgeführt, an der 17 Landesverbände teilnahmen. 1974 verabschiedete die Konferenz eine überarbeitete Satzung die den Ergebnissen des Zweiten Vatikanischen Konzils Rechnung trug und eindeutig liberale Grundzüge erhielt. Sie nahm auch die „Katholische Charta der Pfadfinder“ an, die 1977 vom Heiligen Stuhl approbiert worden war. Die CICG-ICCG wurde schließlich vom Päpstlichen Rat für die Laien als eine internationale Vereinigung von Gläubigen päpstlichen Rechts anerkannt und in die offizielle Liste von Vereinigungen von Gläubigen aufgenommen.

## Selbstverständnis
Die internationale Vereinigung umschließt nationale und interkonfessionelle weibliche Pfadfinderverbände, die sich überwiegend den katholischen Zielvorstellungen anschließen. Sie wollen ihren Mitgliedern helfen und die Pfadfinderbewegung zu einer Glaubenserziehung heranführen. Hierzu nutzen sie die pädagogischen Erfahrungen und die Zusammenarbeit auf internationaler Ebene.

## Organisation und Ausweitung
Mit Stand vom Oktober 2013 zählt die Organisation 48 Mitgliedsverbände und 3 Verbände mit einem Beobachterstatus. Die Mitglieder verteilen sich weltweit auf die Regionen Afrika, Europa, Lateinamerika und Mittlerer Osten, die jeweils von einer Regionalvorsitzenden geleitet werden, sie  repräsentieren fast 2 Mill. Pfadfinderinnen. Deutschland ist durch die Pfadfinderinnenschaft St. Georg vertreten, International ist die ICCG-CICG  der WAGGGS und der World Organization of the Scout Movement (WOSM) angeschlossen.
Das Weltpräsidium besteht aus einer Vorsitzenden, den 4 Regionalvorsitzenden, einem Verwaltungssekretär, dem Kirchlichen Assistenten und den jeweiligen Regionalkaplänen. Dem Präsidium ist ein Sekretariat zugeordnet, dieses hat seinen Sitz in Neuquén (Argentinien).